# Steder i Springfield (The Simpsons)
Herunder følger en liste over de mest kendte steder i Springfield i det fiktive univers i tv-serien The Simpsons.
- Springfield Elementary
- Springfield Nuclear Power Plant
- Springfield Retirement Castle
- Kwik-E-Mart
- Moe's Tavern
- Krusty The Klown TV Show